# Мірослав Влеклий
Мірослав Влеклий (нар. 9 лютого 1978) — польський письменник, журналіст, автор книжок репортажів і театральних п'єс, зокрема, книги «Ґарет Джонс. Людина, яка забагато знала» про Голодомор в Україні.

## Життєпис
Мірослав Влеклий народився у 1978 році. Після закінчення школи навчався у Вроцлавському університеті, вивчаючи польську філологію за спеціальністю «Журналістика». Після зустрічі з Ришардом Капусцінським зацікавився роботою репортера. Закінчивши заклад вищої освіти знайшов роботу в локальній газеті. У тій маленькій газетці уперше запровадив репортаж як жанр. Підвищувався свою професійну компетентність у Школі польського репортажу, котру заснували провідні польські репортери Маріуш Щигел, Войцех Тохман та Павел Гозлінський. Закінчивши школу, з 2012 року, в своїй роботі зосередився виключно на репортажах, покинувши новинну журналістику остаточно. Він — член асоціації репортерів «Реколектив».
2020 року в львівському видавництві репортажної та документальної літератури «Човен» вийшла друком книга «Ґарет Джонс. Людина, яка забагато знала».

## Творчість
Мірослав Влеклий автор репортажних книг:
- «Я був тут. Тоні Галік»,
- «All Inclusive. Рай, у якому секс є богом»,
- «Рабан! Про церкву з іншого світу»,
- «Ґарет Джонс. Людина, яка забагато знала» (вийшла друком в Україні в 2020 році),
- Не наш папа. Понтифікат Івана Павла II у світі (Фільтри 2023)[4].

Співавтор декількох репортажів, за якими створено театральні вистави «Сварка», «Листи на волю», «Бог у дім», «Львів не віддамо».
Книга «Ґарет Джонс. Людина, яка забагато знала» — жанрово унікальна. Перш за все, це — репортаж-реконструкцію подорожі до Радянського Союзу в 1930-х роках британського репортера Ґарета Джонса, який першим розповів у західних медіях правду про Великий голод в Україні. Також у цій книзі подана докладна та драматична біографія Джонса, якого за опубліковані тексти про «комуністичний рай» цькували деякі корумповані західні журналісти, а через декілька років він помер за достатньо загадкових обставин.

## Нагороди та відзнаки
- Лауреат премії «Маґеллан» у номінації «Репортажна книга» (2018; «Я був тут. Тоні Галік»)[7];
- Премія ім. Беата Павляк за книгу «Рабан! Про Церкву неземну» (2019)[8];
- номінація на премію Newsweek ім. Тереси Торанської за книгу «Грати короля тиші» (2014)[9];
- висунення на здобуття премії ім. Беати Павляк за книгу «Все включено. Рай, де секс — це Бог» (2015)[10];
- номінація на премію Newsweek ім. Тереси Торанської за книгу «Раби з бананової республіки» (2017)[11];
- номінація на Grand Press Digital за подкаст «Śledztwo Pisma» (2019)[12];
- номінація на премію Newsweek ім. Тереси Торанської в категорії «Найкращий журналістський матеріал» за книгу «Сімнадцять смертей за хвилину» (2019)[13];
- номінація на Верхньосілезьку літературну премію «Юліуш» зв книгу «Ґарет Джонс. Людина, яка забагато знала» (2020[14]; перша книжка Мірослава Влеклого, перекладена українською мовою);
- номінація в конкурсі «Подкаст року». Януш Майка в категорії «Подкаст за платним екраном» для подкасту Epilog Śląsk Pisma (2022)[15].